# Pini Balili
Pinhas Felix (Pini) Balili (Hebreeuws: פִּינִי בַּלִילִי) (Jeruzalem, 18 juni 1979) is een Israëlische oud-voetballer.
Hij speelde tussen 2003 en 2010 voor vier verschillende voetbalclubs in Turkije. In de periode ervoor en erna speelde hij in zijn geboorteland Israël.

## Trivia
Balili kreeg in 2006 de Turkse nationaliteit nadat zijn toenmalige club Sivasspor die voor hem aanvroeg omdat hij een modelburger zou zijn en vloeiend Turks sprak.